# Улица Фридриха Энгельса (Калуга)
Улица Фридриха Энгельса — улица в исторической части Калуги. Проходит от улицы Чижевского к улице Салтыкова-Щедрина, не доходя её заканчивается в квартале жилой застройки. Протяжённость улицы около 1,91 км.

## История
Перед прокладкой улицы на этом месте располагался сначала выгон для коз, потом кожевенные заводы, которые перенесли после того как наместник распорядился вывести из центра города все заведения, распространяющие зловоние или представляющие опасность в пожарном отношении.
После утверждения генерального плана застройки города в 1778 году, уже существовавшую в городе Кожевенную слободу было решено перенести сюда. Вместе с ней решили перенести и слободскую церковь. Старую и ветхую деревянную сломали, а новом месте в 1794—1797 годах возвели каменную церковь Рождества Христова в Кожевнях за Козинкою на поле. По ней улица получила своё название.
Застройка этой части города особенно интенсивно происходила в первой четверти XIX века. Планы и билеты на строительство выдавались мелким чиновникам, военным, мещанам, малоимущим, поэтому здесь преобладали деревянные одноэтажные дома в три окошка по фасаду.
Современное название улицы дано с установлением советской власти в честь немецкого политика и философа, деятеля международного коммунистического движения Фридриха Энгельса (1829—1895).
Долгое улица время не имела мощения.
Малоэтажная частная застройка улицы в XX веке сменилась типовой многоэтажной.

## Достопримечательности
- д. 14 — жилой дом
- д. 54 — жилой дом (утраченный)
- д. 121 — Церковь Рождества Христова в Кожевниках

## Улица в кинематографе
На улице проходили съёмки фильма «Чужие письма»